# Ooni Adegbalu
Ooni Adegbalu est le 17e Ooni d'Ife, un chef traditionnel d'Ile-Ifè, la maison ancestrale des Yorubas. Il a succédé à Ooni Okanlajosin et a été remplacé par Ooni Osinkola.